# Tour de France 2017 – 5. etapa
Pátá etapa Tour de France 2017 se jela ve středu 5. července z Vittelu na La planche des Belles Filles. Měřila 160,5 km. V etapě byla 1 horská prémie 3. kategorie a cíl byl na horské prémii 1. kategorii na La planche des Belles Filles. V závěru kopce se soupeřům utrhl Fabio Aru a zvítězil. V horském dojezdu ztratil Geraint Thomas a přišel o žlutý trikot. Do toho se navlékl jeho krajan a týmový kolega Chris Froome.

## Trasa etapy
Etapa odstartovala vv městě Vittel v departementu Vosges v regionu Grand Est. Vedla převážně jihovýchodním směrem přes departement Haute-Saône v regionu Burgundsko-Franche-Comté až do cíle na La planche des Belles Filles v pohoří Vogézy.

### Města a obce na trase etapy
Vosges: Vittel – Valleroy-le-Sec – Relanges – Darney – Attigny – Claudon
Haute-Saône: Passavant-la-Rochère – Demangevelle – Vauvillers – Mailleroncourt-Saint-Pancras – Cuve – Bouligney – Saint-Loup-sur-Semouse – Hautevelle – Ormoiche – Breuches – Luxeuil-les-Bains – Saint-Valbert – Fougerolles – Raddon-et-Chapendu – Amage – Sainte-Marie-en-Chanois – Faucogney-et-la-Mer – Esmoulières – Beulotte-Saint-Laurent – Haut-du-Them-Château-Lambert – Servance – Ternuay-Melay-et-Saint-Hilaire – Belonchamp – Fresse – Plancher-Bas – Plancher-les-Mines

## Prémie
102,5. km  – Faucogney
- 1. Edvald Boasson Hagen – 20
- 2. Philippe Gilbert – 17
- 3. Thomas De Gendt – 15
- 4. Mickaël Delage – 13
- 5. Jan Bakelants – 11
- 6. Pierre-Luc Perichon – 10
- 7. Dylan van Baarle – 9
- 8. Thomas Voeckler – 8
- 9. Michael Matthews – 7
- 10. Marcel Kittel – 6
- 11. Alexander Kristoff – 5
- 12. Rick Zabel – 4
- 13. Arnaud Démare – 3
- 14. Sonny Colbrelli – 2
- 15. Ben Swift – 1

107,5. km  – Côte d'Esmoulières (3)
- 1. Jan Bakelants – 2
- 2. Pierre-Luc Perichon – 1

160,5. km  – La planche des belles filles (1)
- 1. Fabio Aru – 10
- 2. Daniel Martin – 8
- 3. Chris Froome – 6
- 4. Richie Porte – 4
- 5. Romain Bardet – 2
- 6. Simon Yates – 1

## Pořadí

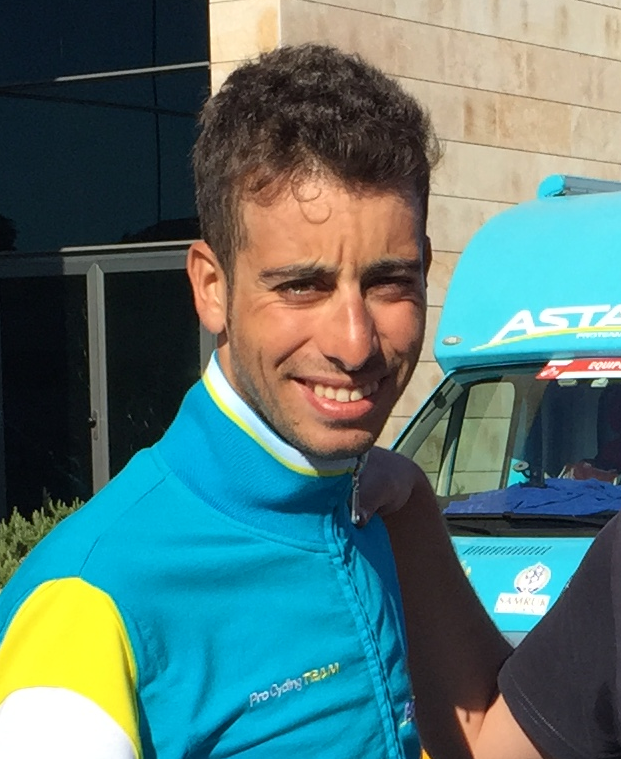
Fabio Aru, vítěz etapy

| #    | Jméno            | Nár.               | Stáj              | Čas         |
| ---- | ---------------- | ------------------ | ----------------- | ----------- |
| 1.   | Fabio Aru        | Itálie             | Astana            | 03h 44' 06" |
| 2.   | Daniel Martin    | Irsko              | Quick-Step Floors | + 0' 16"    |
| 3.   | Chris Froome     | Spojené království | Sky               | + 0' 20"    |
| 4.   | Richie Porte     | Austrálie          | BMC               | + 0' 20"    |
| 5.   | Romain Bardet    | Francie            | AG2R              | + 0' 24"    |
| 6.   | Simon Yates      | Spojené království | Orica – Scott     | + 0' 26"    |
| 7.   | Rigoberto Uran   | Kolumbie           | Cannondale        | + 0' 26"    |
| 8.   | Alberto Contador | Španělsko          | Trek-Segafredo    | + 0' 26"    |
| 9.   | Nairo Quintana   | Kolumbie           | Movistar          | + 0' 34"    |
| 10.  | Geraint Thomas   | Spojené království | Sky               | + 0' 34"    |
|      |                  |                    |                   |             |
| 33.  | Ondřej Cink      | Česko              | Bahrain Merida    | + 1' 59"    |
| 34.  | Roman Kreuziger  | Česko              | Orica-Scott       | + 2' 13"    |
| 106. | Zdeněk Štybar    | Česko              | Quick-Step Floors | + 10' 56"   |

## Trikoty

### Celkové pořadí

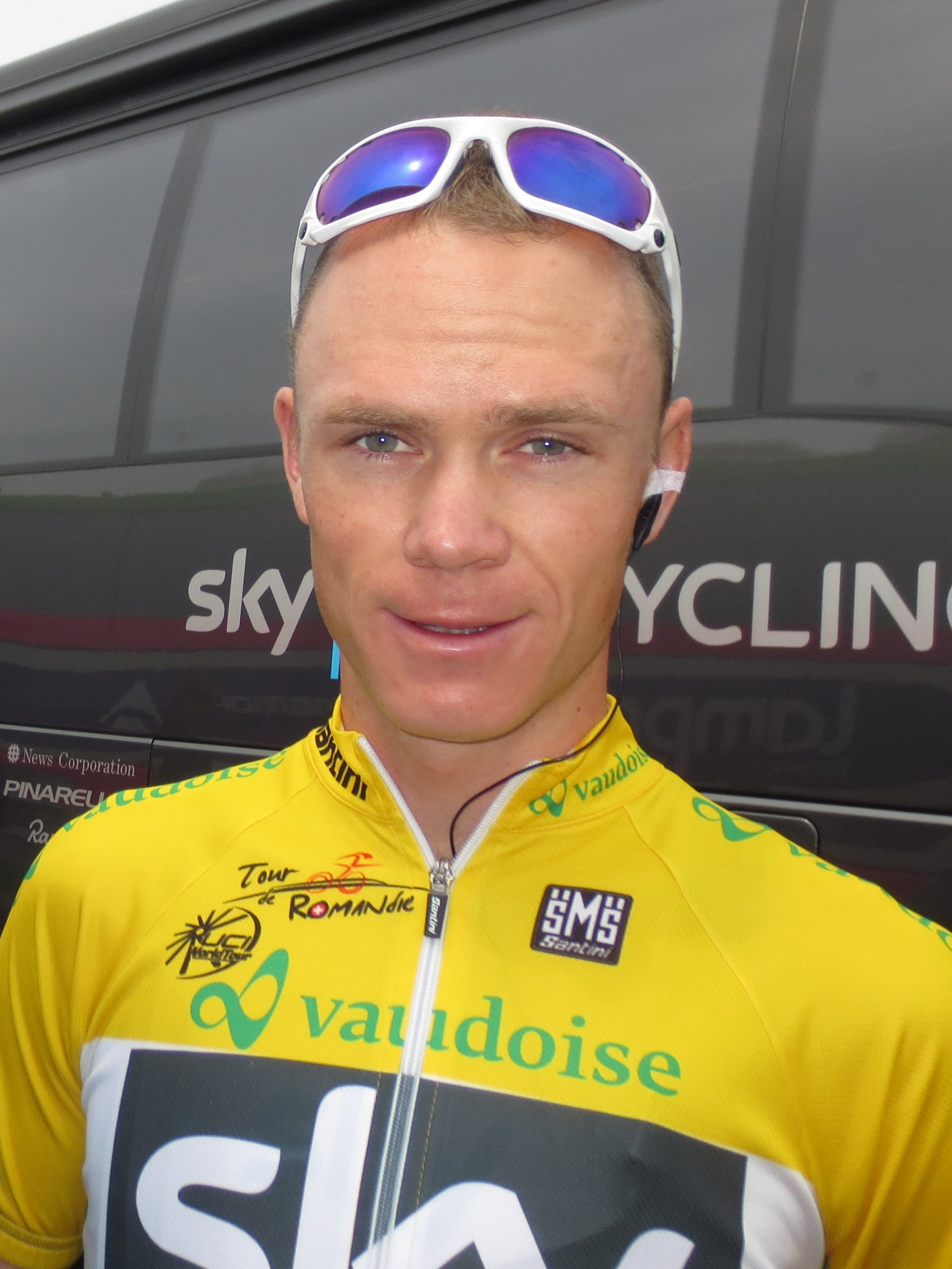
Chris Froome, lídr závodu

| #   | Jméno            | Nár.               | Stáj              | Čas         |
| --- | ---------------- | ------------------ | ----------------- | ----------- |
| 1.  | Chris Froome     | Spojené království | Sky               | 18h 38' 59" |
| 2.  | Geraint Thomas   | Spojené království | Sky               | + 0' 12"    |
| 3.  | Fabio Aru        | Itálie             | Astana            | + 0' 14"    |
| 4.  | Daniel Martin    | Irsko              | Quick-Step Floors | + 0' 25"    |
| 5.  | Richie Porte     | Austrálie          | BMC               | + 0' 39"    |
| 6.  | Simon Yates      | Spojené království | Orica-Scott       | + 0' 43"    |
| 7.  | Romain Bardet    | Francie            | AG2R              | + 0' 47"    |
| 8.  | Alberto Contador | Španělsko          | Trek-Segafredo    | + 0' 52"    |
| 9.  | Nairo Quintana   | Kolumbie           | Movistar          | + 0' 54"    |
| 10. | Rafał Majka      | Polsko             | Bora-Hansgrohe    | + 1' 01"    |
|     |                  |                    |                   |             |
| 28. | Roman Kreuziger  | Česko              | Orica-Scott       | + 2' 41"    |
| 39. | Ondřej Cink      | Česko              | Bahrain Merida    | + 4' 31"    |
| 77. | Zdeněk Štybar    | Česko              | Ouick-Step Floors | + 11' 33"   |

### Bodovací závod

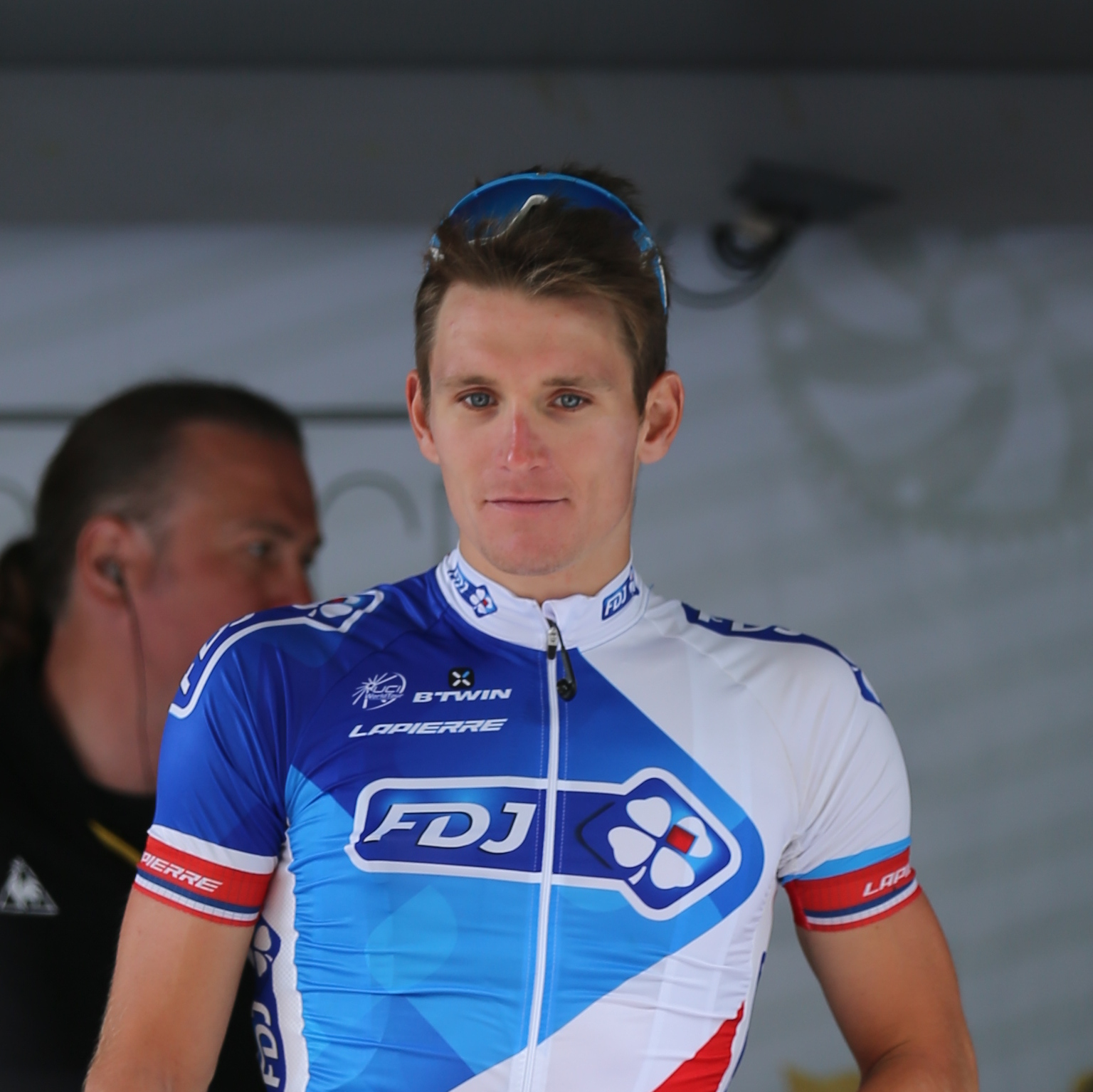
Arnaud Démare, lídr bodovacího závodu

| #   | Jméno                | Nár.               | Stáj              | Body |
| --- | -------------------- | ------------------ | ----------------- | ---- |
| 1.  | Arnaud Démare        | Francie            | FDJ               | 127  |
| 2.  | Marcel Kittel        | Německo            | Quick-Step Floors | 87   |
| 3.  | Michael Matthews     | Austrálie          | Sunweb            | 73   |
| 4.  | André Greipel        | Německo            | Lotto Soudal      | 63   |
| 5.  | Alexander Kristoff   | Norsko             | Kaťuša            | 48   |
| 6.  | Daniel Martin        | Irsko              | Quick-Step Floors | 47   |
| 7.  | Chris Froome         | Spojené království | Sky               | 41   |
| 8.  | Sonny Colbrelli      | Itálie             | Bahrain Merida    | 40   |
| 9.  | Geraint Thomas       | Spojené království | Sky               | 38   |
| 10. | Edvald Boasson Hagen | Norsko             | Dimension Data    | 32   |
|     |                      |                    |                   |      |
| 55. | Zdeněk Štybar        | Česko              | Ouick-Step Floors | 7    |
|     |                      |                    |                   |      |
| —   | Roman Kreuziger      | Česko              | Orica-Scott       | 0    |
| —   | Ondřej Cink          | Česko              | Bahrain Merida    | 0    |

### Vrchařský závod

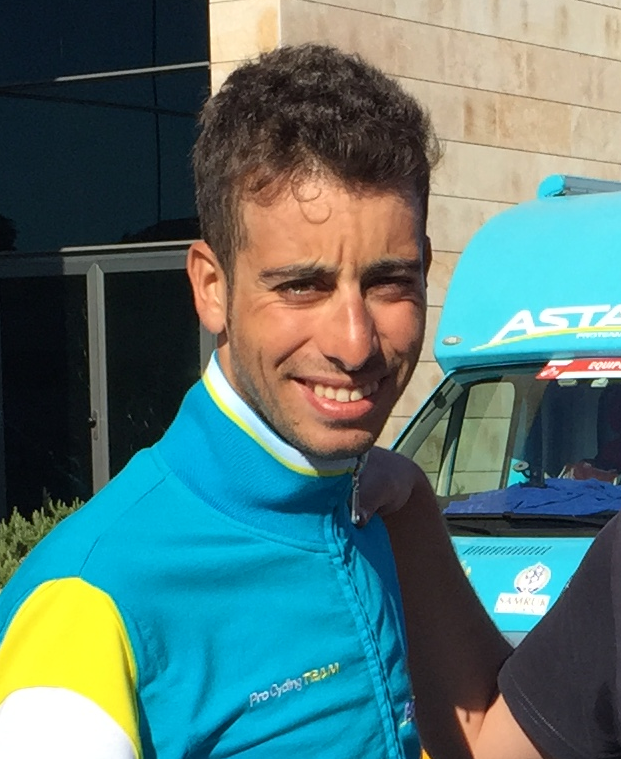
Fabio Aru, nejlepší vrchař

| #   | Jméno            | Nár.               | Stáj              | Body |
| --- | ---------------- | ------------------ | ----------------- | ---- |
| 1.  | Fabio Aru        | Itálie             | Astana            | 10   |
| 2.  | Daniel Martin    | Irsko              | Quick-Step Floors | 8    |
| 3.  | Chris Froome     | Spojené království | Sky               | 6    |
| 4.  | Richie Porte     | Austrálie          | BMC               | 4    |
| 5.  | Nathan Brown     | USA                | Cannondale        | 3    |
| 6.  | Jan Bakelants    | Belgie             | AG2R              | 2    |
| 7.  | Taylor Phinney   | USA                | Cannondale        | 2    |
| 8.  | Nils Politt      | Německo            | Kaťuša            | 2    |
| 9.  | Romain Bardet    | Francie            | AG2R              | 2    |
| 10. | Lilian Calmejane | Francie            | Direct Energie    | 1    |
|     |                  |                    |                   |      |
| —   | Zdeněk Štybar    | Česko              | Ouick-Step Floors | 0    |
| —   | Roman Kreuziger  | Česko              | Orica-Scott       | 0    |
| —   | Ondřej Cink      | Česko              | Bahrain Merida    | 0    |

### Nejlepší mladý jezdec

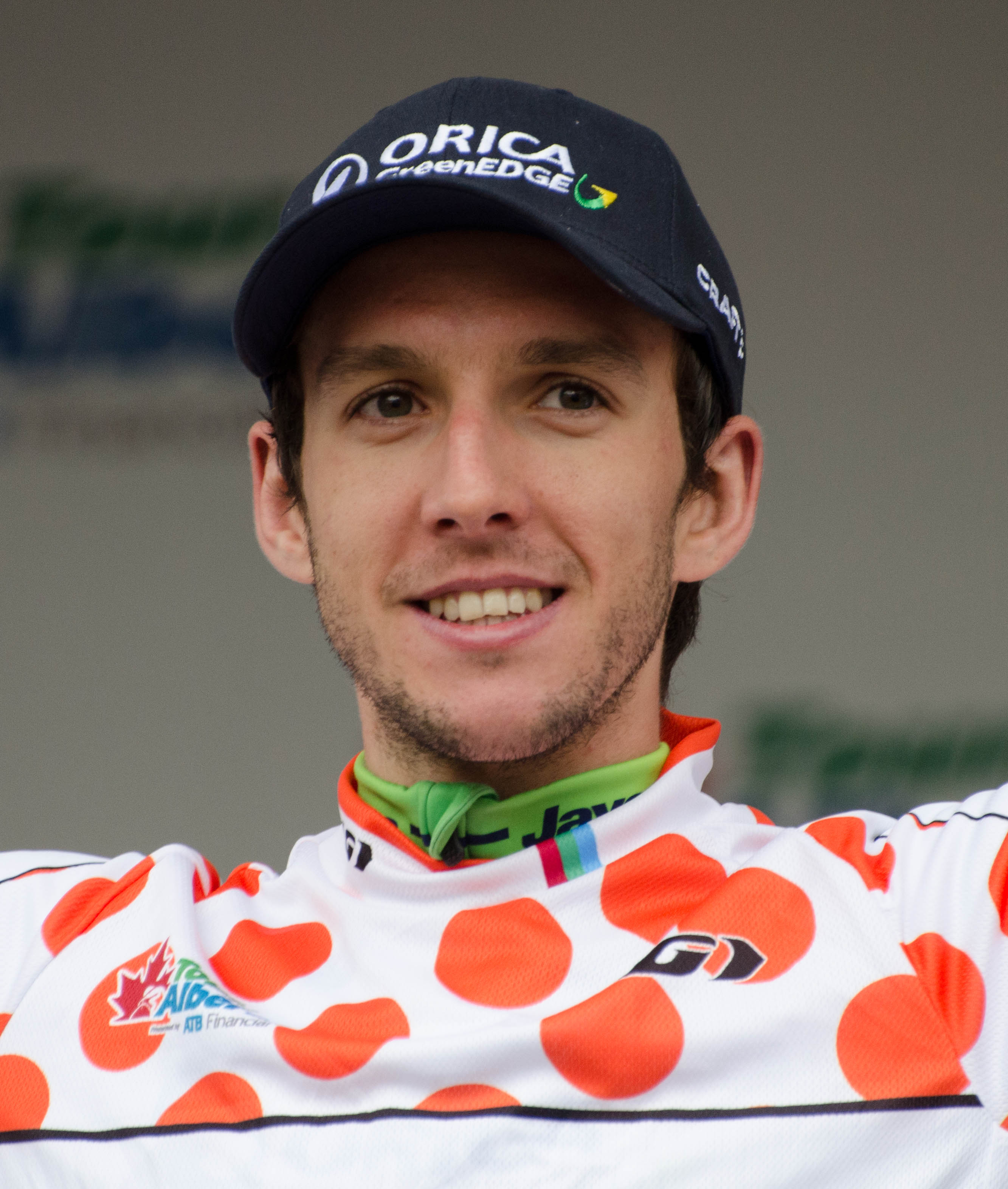
Simon Yates, nejlepší mladý jezdec

| #   | Jméno               | Nár.               | Stáj            | Čas         |
| --- | ------------------- | ------------------ | --------------- | ----------- |
| 1.  | Simon Yates         | Spojené království | Orica-Scott     | 18h 39' 42" |
| 2.  | Pierre-Roger Latour | Francie            | AG2R            | + 0' 24"    |
| 3.  | Louis Meintjes      | Jižní Afrika       | UAE             | + 0' 41"    |
| 4.  | Emanuel Buchmann    | Německo            | Bora-Hansgrohe  | + 0' 46"    |
| 5.  | Guillaume Martin    | Francie            | Wanty           | + 1' 44"    |
| 6.  | Tiesj Benoot        | Belgie             | Lotto Soudal    | + 1' 47"    |
| 7.  | Lilian Calmejane    | Francie            | Direct Energie  | + 3' 41"    |
| 8.  | Alexej Lucenko      | Kazachstán         | Astana          | + 4' 59"    |
| 9.  | Elie Gesbert        | Francie            | Fortuneo-Oscaro | + 5' 03"    |
| 10. | Jay McCarthy        | Austrálie          | Bora-Hansgrohe  | + 7' 22"    |

### Nejlepší tým
| #   | Stáj              | Čas         | Česko     |
| --- | ----------------- | ----------- | --------- |
| 1.  | Team Sky          | 55h 57' 59" |           |
| 2.  | BMC               | + 1' 59"    |           |
| 3.  | AG2R              | + 3' 21"    |           |
|     |                   |             |           |
| 5.  | Orica-Scott       | + 3' 58"    | Kreuziger |
| 13. | Bahrain Merida    | + 12' 03"   | Cink      |
| 14. | Quick-Step Floors | + 12' 12"   | Štybar    |

### Bojovník etapy

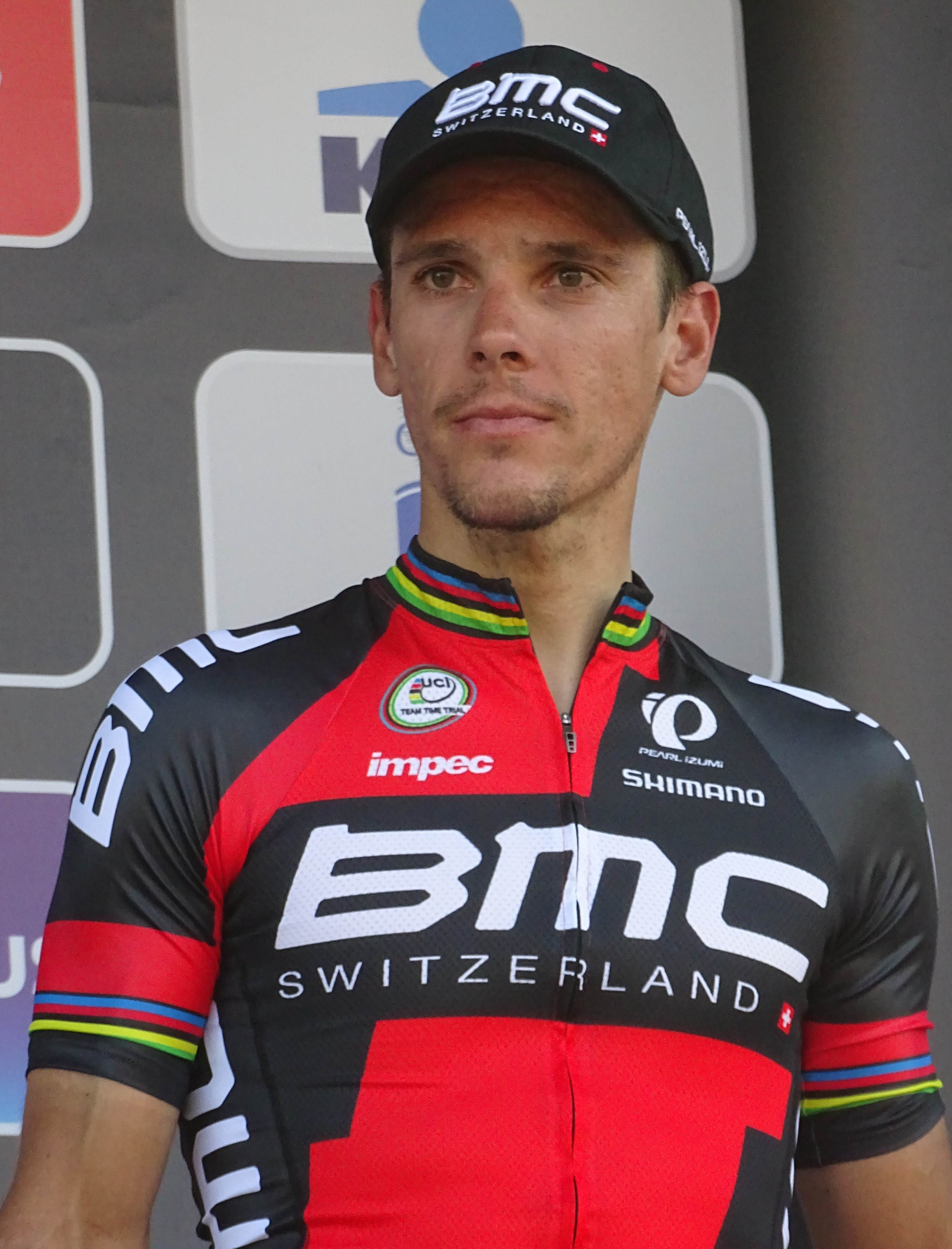
Philippe Gilbert, bojovník etapy

| Jméno            | Nár.   | Stáj              |
| ---------------- | ------ | ----------------- |
| Philippe Gilbert | Belgie | Quick-Step Floors |